# Kolasib (district)
Kolasib is een district van de Indiase staat Mizoram. Het district telt 60.977 inwoners (2001) en heeft een oppervlakte van 1386 km².
Aizawl · Champhai · Hnahthial · Khawzawl · Kolasib · Lawngtlai · Lunglei · Mamit · Saiha · Saitual · Serchhip